# Potentilla supina

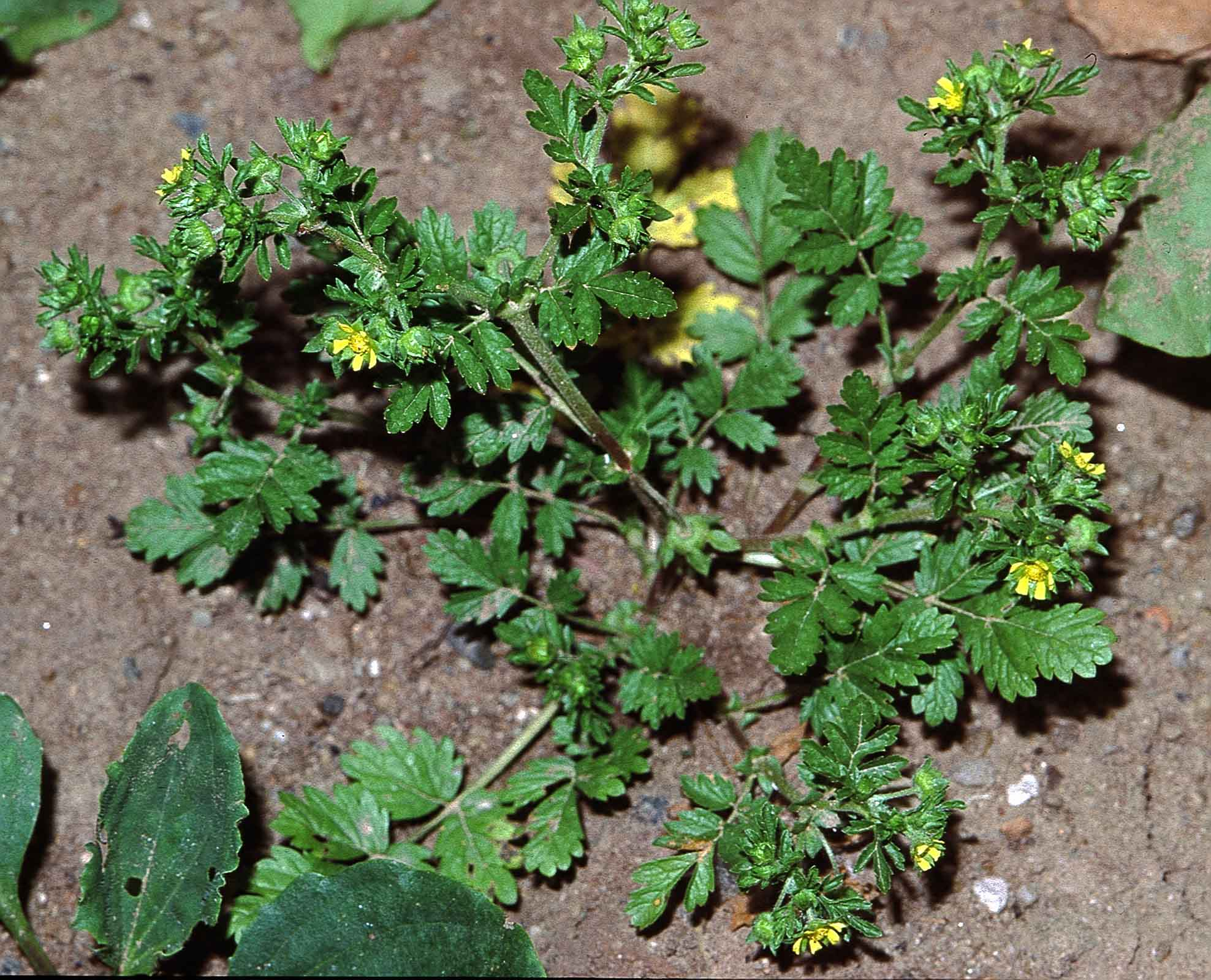
Potentilla supina

Potentilla supina es una planta herbácea perenne de la familia Rosaceae. Es originaria de China.

## Taxonomía
Potentilla supina fue descrita por Carlos Linneo y publicado en Species Plantarum 1: 497. 1753.
Etimología
Potentílla: nombre genérico que deriva del latín postclásico potentilla, -ae de potens, -entis, potente, poderoso, que tiene poder; latín -illa, -illae, sufijo de diminutivo–. Alude a las poderosas presuntas propiedades tónicas y astringentes de esta planta. 
supina: epíteto latíno que significa "acostada".
Variedades aceptadas
- Potentilla supina subsp. aegyptiaca (Vis.) Soj k
- Potentilla supina var. angustifolia Lehm.
- Potentilla supina subsp. costata Soj k
- Potentilla supina subsp. paradoxa (Nutt. ex Torr. & A.Gray) Soj k
- Potentilla supina var. ternata Peterm.

Sinonimia
- Argentina supina (L.) Lam.
- Chamaephyton supinum (L.) Fourr.
- Comarum flavum Buch.-Ham. ex Roxb.
- Comarum supinum (L.) Alef.
- Fragaria supina (L.) Crantz
- Potentilla cicutariifolia Willd.
- Potentilla denticulata Wall.
- Potentilla gariepensis E.Mey. ex Harv.
- Potentilla gariepensis E.Mey.
- Potentilla garipensis E.Mey.
- Potentilla limosa (Boenn.) Zimmeter
- Potentilla obovata Bertol.
- Potentilla prostrata Haenke ex Pohl
- Tridophyllum supinum (L.) Greene[4]